# Prionochilus olivaceus
Prionochilus olivaceus là một loài chim trong họ Dicaeidae.